# Narodowo-Socjalistyczna Partia Braci Kaukaskich
Narodowo-Socjalistyczna Partia Kaukaskich Braci (ros.  Национал-социалистическую партию кавказских братьев) – północnokaukaskie antysowieckie ugrupowanie polityczne działające nielegalnie w I poł. lat 40. na obszarze Czeczeno-Inguszetii.
W lutym 1940 r. powstanie antysowieckie w górskiej części Czeczeno-Inguszetii wszczął pisarz Hasan Israiłow. Było ono jednak ograniczone terytorialnie i nie spotkało się z większym poparciem społecznym. W tej sytuacji H. Israiłow postanowił stworzyć polityczną nadbudowę ruchu powstańczego, aby rozszerzyć jego zasięg na cały północny Kaukaz. 28 stycznia 1942 r. na konspiracyjnym zebraniu w Ordżonikidze powołał Specjalną Partię Kaukaskich Braci. Jej podstawowym celem było doprowadzenie do współpracy narodów kaukaskich, a następnie utworzenia na Kaukazie pod protektoratem niemieckim niezależnej republiki federacyjnej, w skład której wchodziłyby różne narody kaukaskie. Ponadto głosiła hasła przeprowadzenia powstania zbrojnego, likwidacji systemu kołchozowego, zwalczania organów i przedstawicieli władzy sowieckiej, walki z oddziałami NKWD oraz organizowania dezercji z Armii Czerwonej. Partia miała swoją symbolikę. Herbem był orzeł, którego głowa była otoczona słońcem z 11 złotymi promieniami. Na lewym skrzydle orła występowała kosa, sierp, młot i ręka, zaś u nóg – jadowita żmija przy prawej i świnia przy lewej. Między skrzydłami znajdowało się 2 uzbrojonych ludzi w ubiorze kaukaskim, z których jeden strzelał z karabinu, zaś drugi szablą ciął świnię. Orzeł symbolizował Kaukaz, słońce – wolność, złote promienie – 11 narodów kaukaskich, kosa i sierp – chłopa, młot – robotnika, ręka – naukę dla braci Kaukazu, żmija – bolszewika, świnia – rosyjskiego barbarzyńcę, zaś uzbrojeni ludzie – bojowników kaukaskich, walczących przeciw bolszewickiemu barbarzyństwu i rosyjskiemu despotyzmowi. W późniejszym okresie, aby zjednać sobie Niemców, H. Israiłow przemianował swoje ugrupowanie na Narodowo-Socjalistyczną Partię Kaukaskich Braci. Jej liczebność, według danych NKWD, osiągnęła ok. 5 tys. członków. Hasan Israiłow twierdził, że liczyła ok. 25 tys. ludzi, ale jest to niewątpliwie liczba znacznie zawyżona. W czerwcu 1942 r. wraz z drugim przywódcą powstańczym Majrbekiem Szeripowem ogłosił „Wezwanie do Narodu Czeczeno-Inguskiego”, w którym napisał, że narody kaukaskie oczekują na wojska niemieckie jako gości i okażą im pełne wsparcie jedynie wtedy, kiedy Niemcy zagwarantują im pełną niezależność. Kiedy wojska niemieckie zbliżyły się do terytorium Czeczeno-Inguszetii, H. Israiłow usiłował rozszerzyć zasięg powstania, jednak jego poczynania nie spotkały się z większym poparciem społecznym, co skłoniło go do wycofania się w niedostępne obszary górskie. Działalność  Narodowo-Socjalistycznej Partii Kaukaskich Braci ostatecznie zakończyła deportacja Czeczenów i Inguszów w głąb ZSRR, przeprowadzona w lutym 1944 r. Sam H. Israiłow ukrywał się w górskich jaskiniach, aż został zabity 29 grudnia tego roku.